# 剣歯虎 (装甲車)
剣歯虎（英語: Sabertooth、セイバートゥース）は、広州華海車輛装備有限公司が製造し、中華人民共和国で広く使用されている警察向けの装甲車である。

## 概要
フォードF550のシャーシをベースとしており、車両全体は7.62x39mm弾や5.56x45mm NATO弾にも耐えられる軍用レベルの完全防弾使用なうえ、機動性に優れているほか、銃弾を受けても走り続けられるように防弾タイヤが採用されている。車内には10人乗ることができ、ドアや車内には車両内部から射撃できるようにガンポート（射撃口）が設けられている。
また、オプション装備として9連式から15連式の催涙弾発射装置のほか、音響装置、サーチライト、赤外線カメラなどを搭載できる。

## 配備
- 中華人民共和国の警察
- 香港の警察：警察機動部隊をはじめ、反恐特勤隊などにより運用されている。
- マカオの警察